# Landkreis Vorpommern-Greifswald
Landkreis Vorpommern-Greifswald er en landkreis i den østlige del af den tyske delstat Mecklenburg-Vorpommern.

## Tidligere landkreise
Landkreisen opstod 4. september 2011, da Hansestadt Greifswald, Landkreis Ostvorpommern, Landkreis Uecker-Randow samt amterne Jarmen-Tutow og Peenetal/Loitz fra tidligere Landkreis Demmin blev slået sammen til én landkreis i reformen, der havde navnet Kreisgebietsreform Mecklenburg-Vorpommern 2011.

## Alternative navne
Området udgør planlægningsregionen "Landkreis Südvorpommern" (Syd-Forpommern). Ved en folkeafstemning den 4. september 2011 fik navnet Vorpommern-Greifswald flere stemmer end alternativet "Ostsee-Haffkreis Vorpommern". .

## Byer og kommuner
(Indbyggertal pr. 2018-12-31
)
Byer og amtsfrie kommuner
1. Anklam, Hansestad (12385)
2. Greifswald, Hansestad (59382)
3. Heringsdorf (8547)
4. Pasewalk, købstad * (10213)
5. Strasburg (Uckermark), Stadt (4721)
6. Ueckermünde, købstad(8591)

Amter med tilhørende byer og kommuner

* viser administrationsby
| - 1. Amt Am Peenestrom (15543) 1. Buggenhagen (206) 2. Krummin (235) 3. Lassan, Stadt (1510) 4. Lütow (405) 5. Sauzin (443) 6. Wolgast, Stadt * (12028) 7. Zemitz (716) - 2. Amt Am Stettiner Haff (10369) 1. Ahlbeck (620) 2. Altwarp (458) 3. Eggesin, Stadt * (4695) 4. Grambin (430) 5. Hintersee (317) 6. Leopoldshagen (661) 7. Liepgarten (768) 8. Lübs (335) 9. Luckow (572) 10. Meiersberg (423) 11. Mönkebude (745) 12. Vogelsang-Warsin (345) - 3. Amt Anklam-Land (9639) 1. Bargischow (302) 2. Blesewitz (236) 3. Boldekow (649) 4. Bugewitz (239) 5. Butzow (437) 6. Ducherow (2490) 7. Iven (173) 8. Krien (670) 9. Krusenfelde (159) 10. Medow (513) 11. Neetzow-Liepen (819) 12. Neu Kosenow (493) 13. Neuenkirchen (230) 14. Postlow (301) 15. Rossin (168) 16. Sarnow (386) 17. Spantekow * (1089) 18. Stolpe an der Peene (285) - 4. Amt Jarmen-Tutow (6651) 1. Alt Tellin (376) 2. Bentzin (834) 3. Daberkow (340) 4. Jarmen, Stadt * (2942) 5. Kruckow (598) 6. Tutow (1078) 7. Völschow (483) | - 5. Amt Landhagen (10364) 1. Behrenhoff (810) 2. Dargelin (366) 3. Dersekow (1063) 4. Diedrichshagen (Ugyldig Metadata-Nøgle 13075028) 5. Hinrichshagen (897) 6. Levenhagen (418) 7. Mesekenhagen (999) 8. Neuenkirchen * (2422) 9. Wackerow (1376) 10. Weitenhagen (2013) - 6. Amt Löcknitz-Penkun (10391) 1. Bergholz (333) 2. Blankensee (548) 3. Boock (564) 4. Glasow (161) 5. Grambow (851) 6. Krackow (639) 7. Löcknitz * (3188) 8. Nadrensee (341) 9. Penkun, Stadt (1785) 10. Plöwen (284) 11. Ramin (652) 12. Rossow (427) 13. Rothenklempenow (618) - 7. Amt Lubmin (10381) 1. Brünzow (620) 2. Hanshagen (903) 3. Katzow (573) 4. Kemnitz (1124) 5. Kröslin (1787) 6. Loissin (783) 7. Lubmin * (2081) 8. Neu Boltenhagen (583) 9. Rubenow (781) 10. Wusterhusen (1146) - 8. Amt Peenetal/Loitz (5982) 1. Görmin (870) 2. Loitz, Stadt * (4281) 3. Sassen-Trantow (831) - 9. Amt Torgelow-Ferdinandshof (14116) 1. Altwigshagen (384) 2. Ferdinandshof (2660) 3. Hammer a. d. Uecker (467) 4. Heinrichswalde (417) 5. Rothemühl (306) 6. Torgelow, Stadt * (9153) 7. Wilhelmsburg (729) | - 10. Amt Uecker-Randow-Tal (7059) [Sitz: Pasewalk] 1. Brietzig (184) 2. Fahrenwalde (293) 3. Groß Luckow (195) 4. Jatznick (2268) 5. Koblentz (216) 6. Krugsdorf (447) 7. Nieden (164) 8. Papendorf (205) 9. Polzow (243) 10. Rollwitz (903) 11. Schönwalde (448) 12. Viereck (1028) 13. Zerrenthin (465) - 11. Amt Usedom-Nord (9325) 1. Karlshagen (3194) 2. Mölschow (782) 3. Peenemünde (323) 4. Trassenheide (905) 5. Zinnowitz * (4121) - 12. Amt Usedom-Süd (11557) 1. Benz (1072) 2. Dargen (578) 3. Garz (259) 4. Kamminke (249) 5. Korswandt (583) 6. Koserow (1732) 7. Loddin (967) 8. Mellenthin (439) 9. Pudagla (482) 10. Rankwitz (583) 11. Stolpe auf Usedom (354) 12. Ückeritz (1033) 13. Usedom, Stadt * (1747) 14. Zempin (921) 15. Zirchow (558) - 13. Amt Züssow (11481) 1. Bandelin (534) 2. Gribow (144) 3. Groß Kiesow (1275) 4. Groß Polzin (402) 5. Gützkow, Stadt (2965) 6. Karlsburg (Ugyldig Metadata-Nøgle 13075057) 7. Klein Bünzow (684) 8. Lühmannsdorf (Ugyldig Metadata-Nøgle 13075086) 9. Murchin (762) 10. Rubkow (615) 11. Schmatzin (275) 12. Wrangelsburg (217) 13. Ziethen (462) 14. Züssow * (1319) |